# Laguna Aramuaca
Die Laguna Aramuaca ist ein abgelegenes, einen Kilometer breites, wassergefülltes Maar in einem tiefliegenden Gebiet etwa 10 Kilometer südöstlich der Stadt San Miguel in El Salvador. Das Maar wurde bisher geologisch noch nicht detailliert untersucht. Der Kraterring der Laguna Aramuaca erhebt sich lediglich 50 bis 100 Meter über das umliegende Land. In der Nähe des Kraterrands zeigen sich in Steinbrüchen einige spektakuläre Ablagerungen von pyroklastischen Surges. 